# Lobamba Lomdzala
Lobamba Lomdzala – inkhundla w Dystrykcie Manzini w Królestwie Eswatini. Według spisu powszechnego ludności z 2007r. zamieszkiwało go 18 797 mieszkańców. Inkhundla dzieli się na dwa imiphakatsi: Luyengo, Malkerns.